# Hram svetog Save
Katedralni Hram Svetog Save u Beogradu jedna je od najvećih pravoslavnih crkvi u uporabi u svijetu.
On se nalazi u istočnom dijelu Svetosavskog trga, u beogradskoj općini Vračar. Podignut je na jednom od mjesta za koje se pretpostavlja da je Sinan paša godine 1595. spalio relikvije Svetog Save, osnivača Srpske pravoslavne crkve. Izgradnja je financirana isključivo dobrovoljnim doprinosima.
Nedaleko od hrama je parohijski dom, a tu će se nalaziti i predviđena zgrada patrijarhata.

## Arhitektura
Hram se nalazi na kraju beogradske linije Kalemegdan – Trg Republike – Terazije – Beograđanka. Izgrađen je u srpsko - bizantskom stilu, s četiri zvonika visoka 44 metra. Visina vrha kupole iznosi 70 m, dok je glavni zlatni križ visok još 12 metara, što vrhu hrama daje ukupnu visini od 82 m, a nadmorsku od 134 m (64 iznad rijeke Save). Zbog toga je ova crkva vidljiva sa svih prilaza gradu.
Hram zauzima površinu od 4830 m2, unutrašna površina zauzima 3.500 četvornih metara u prizemlju, uz dodatnih 1.500 metara na tri galerije na prvom nivou. Postoji još i galerija od 120 m na drugoj razini, na kojoj se nalazi i vanjski vidikovac koji se prostire oko cijele kupole.
Hram je širok 91 m u smjeru istok – zapad i 81 m u smjeru sjever – jug. Kupole imaju 18 pozlaćenih križeva u tri veličine. Zvonici posjeduju 49 zvona.
U hram može stati 10.000 vjernika, a u zapadnu zborsku galeriju 800 pjevača.
Ispod je riznica i kripta svetog Save i grobna crkva svetog kneza Lazara. To iznosi 1.800 četvornih metara.
Hram je obložen bijelim mramorom i granitom. Predstoji živopisanje, a u glavnoj kupoli ogroman mozaik Krista Pantokratora.

## Izgradnja
Izgradnja je tekla vrlo sporo. Godine 1895., 300 godina nakon spaljivanja kostiju svetog Save, osniva se Društvo za podizanje hrama svetog Save na Vračaru. Tada je tu bila omanja crkva.
Godine 1905. objavljen je javni natječaj. Svih pet radova odbijeni su kao nedovoljno dobro.
Gradnju su potpuno zaustavili Prvi balkanski rat, pa Drugi balkanski, pa Prvi svjetski.
Godine 1919. ponovno je osnovano društvo. Godine 1926. objavljena su 22 projekta, a pobijedio je onaj Bogdana Nestorovića. 1930. on je proglašen za arhitekta hrama, uz pomoć Aleksandra Deroka i inženjera Vojislava Zađine.
40 godina nakon zamisli, 340 nakon spaljivanja – 15. rujna 1935. godine - patrijarh Varnava posvećuje temelje. Temelje, oltar, kamen temeljac i povelju 10. svibnja 1939. posvetio je patrijarh Gavrilo. Travanjski rat je zaustavio gradnju. Kao parkiralište lokaciju su koristili prvo Nijemci, pa partizani i Crvena armija.
Dugo godina mjesto služi kao skladište, te više nema društva. 1958. godine patrijarh German obnavlja ideju o podizanju hrama. Napisano je 88 neuspješnih molbi, sve dok se 1984. ne dobiva dozvola i od republičke i od gradske vlasti.
Za arhitekta je izabran Branko Pešić.
Dana 30. travnja 1985. German je posvetio hram. 20. svibnja je 20 vladika i mnogobrojno svećenstvo služilo liturgiju u kojoj je sudjelovalo 20.000 vjernika unutar i još 80.000 izvan zidina. 12. kolovoza podignuti su 40 metara visoki zidovi. Izgrađena je središnja kupola od 4.000 tona, pokrivena bakrenim limom, veliki križ od 12 m i četiri tone, te svi zidovi. To je bilo izgrađeno 26. lipnja 1989.
Godine 2004. izgrađeni su eksterijeri, zvona, prozori i fasada.
Unutarnja dekoracija još nije potpuna.

## Galerija
- Mala crkva svetog Save je odmah do hrama svetog Save
- Mala i velika crkva svetog Save
- Unutarnji dio glavne kupole crkve
- Unutrašnjost katedrale Svetog Save
- Katedrala noću
- Pogled na Beograd noću sa terase kupole hrama
- Mozaik Krista Pantokratora
- Spomenik Svetom Savi
- Hram svetog Save

## Vanjske poveznice
- Službena stranica Hrama Svetog Save u Beogradu (srpski)